# دبستان خسروی
دبستان خسروی مربوط به اواخر دوره قاجار است و در یزد، تقاطع خیابان سلمان، بلوار بسیج واقع شده و این اثر در تاریخ ۱۲ شهریور ۱۳۸۰ با شمارهٔ ثبت ۳۸۰۷ به‌عنوان یکی از آثار ملی ایران به ثبت رسیده است.